# Vinca difformis
A Vinca difformis, comummente conhecida como erva-da-inveja, é uma espécie de planta medicinal e ornamental da família das Apocináceas. É originária da orla mediterrânica.

## Nomes comuns
Além de «erva-da-inveja» esta espécie dá ainda pelos seguintes nomes comuns: pervinca (não confundir com as espécies Vinca minor e Vinca major, que consigo partilham este nome comum); congorsa (também grafada congossa, alcangorça, alcongosta, congossa-maior, erva-congorça e erva-concorça) e salva-da-inveja.

### Etimologia
Do que toca ao nome científico:
- O nome genérico, Vinca[9], étimo neolatino que advém do latim clássico pervinca, conjugação do verbo pervincire[10] que significa «vencilhar; emaranhar»;
- O epíteto específico, difformis, provém do latim e significa «disforme».[11]

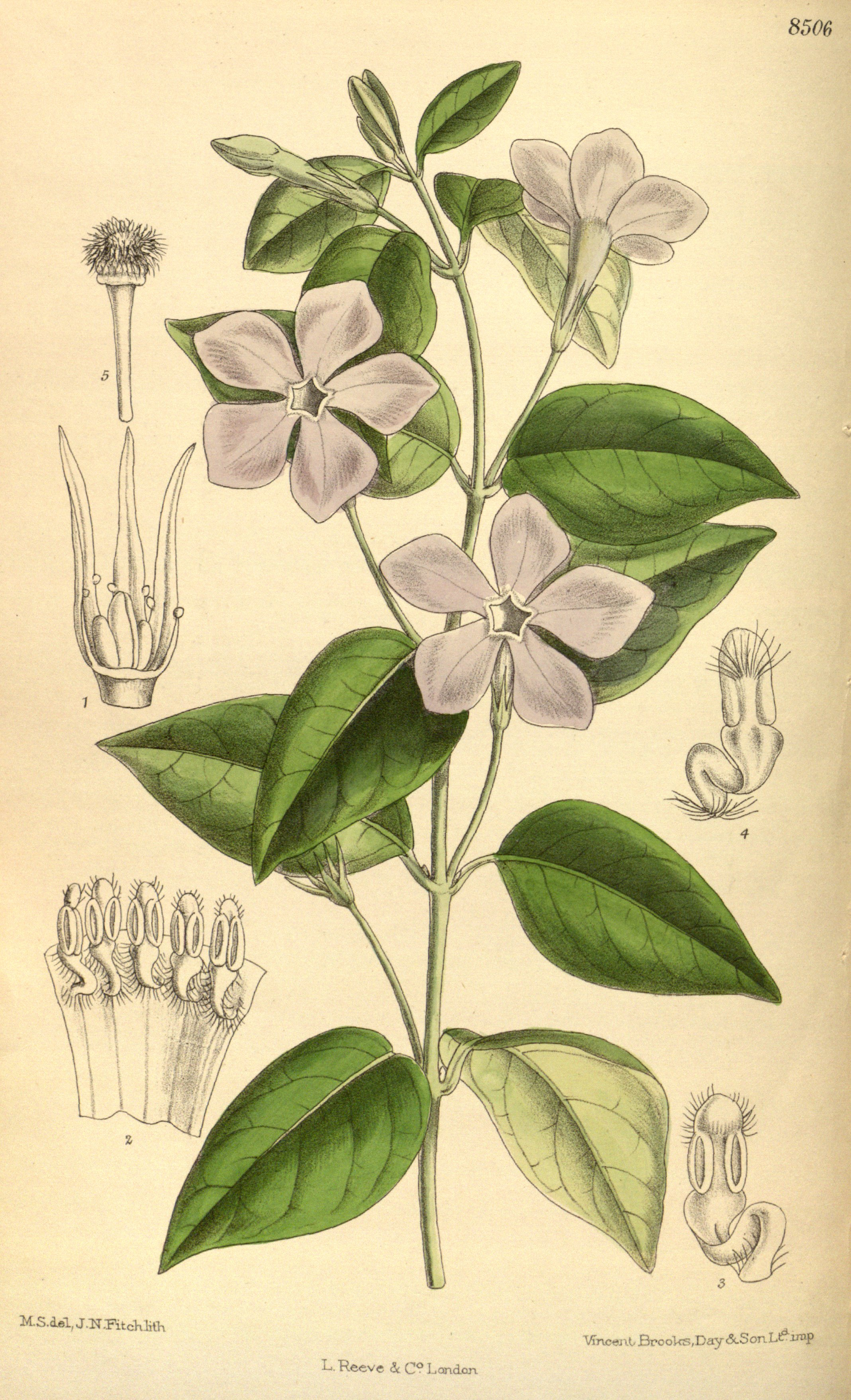
Ilustração

## Descrição
A Vinca difformis é um subarbusto, portanto pertence ao tipo fisionómico dos caméfitos e do hemicriptófitos (planta perene que passa o Inverno em forma de roseta), que se estende pelo solo com longas ramadas, que podem alcançar os dois metros de comprimento, as quais se cobrem de folhas ovadas ou lanceoladas, brilhantes e opostas, com 2 a 7 centímetros de comprimento.
As flores são azuladas ou violáceas,  podendo, inclusive, por vezes, parecer mais esbranquiçadas. São flores pedunculadas, de cálice permanente e glabro, com um tubo afunilado e comprido, que pode chegar até aos 18 milímetros de comprimento, que se abre em cinco lóbulos um pouco assimétricos, que podem atingir os 16 milímetros de comprimento e que lembram vagamente a imagem duma hélice. A sua época de floração decorre entre Inverno e a Primavera.

## Distribuição
É originária da orla mediterrânea, particularmente do Mediterrâneo Ocidental, conglobando a Argélia, Marrocos e o Leste italiano.

### Portugal
Trata-se de uma espécie presente em território português, nomeadamente no Arquipélago dos Açores e em Portugal Continental..
Mais concretamente, do que toca a Portugal Continental, trata-se de uma espécie endémica, presente nas zonas do Noroeste ocidental, Centro-norte, Centro-oeste calcário, Centro-oeste olissiponense, Centro-leste montanhoso, Centro-sul arrabidense,  Sudeste setentrional, Sudeste meridional e no Barrocal algarvio.
Do que toca aos Açores, é uma espécie naturalizada, tratando-se por isso de um apófito (planta que está fora do seu habitat natural, por virtude da acção humana).

### Ecologia
Encontra-se geralmente em locais sombrios, húmidos e esquinados, seja a coberto de bosques (tipicamente carvalheiras) e silvados, em zonas ribeirinhas (ripícola) ou mesmo na margem de caminhos (ruderal).

## Propriedades
Contém alcalóides diferentes dos das outras espécies do seu género.
Contém propriedades galactógenas, antidisentéricas, calmantes, antitóxicas, tónicas, aperientes, antilitiásicas, vulnerárias, hemostáticas e adstringentes.

## Taxonomia
A Vinca difformis foi descrita por Pierre André Pourret , na obra On the Asclepiadeae n.º 30, publicada em 1810.
Citologia
Número de cromossomas de Vinca difformis (Fam. Apocynaceae) e taxones infraespecíficos: 2n=230.   2n=46.
Sinoníma
Vinca intermedia

### Subespécies
Distinguem-se duas subespécies:
- Vinca difformis subsp. difformis : que medra no Mediterrâneo central e nos Açores.[18]
- Vinca difformis subsp. sardoa Stearn (Syn .: Vinca sardoa (Stearn) Pignatti ): que medra na Sardenha.[19] Difere da subsp. difformis por causa da penugem das margens das folhas e da ponta do cálice das flores e pela largura de 6 a 7 centímetros das flores.[8]

## Abonações históricas e literárias
Há uma abonação histórica do naturalista romano Plínio, que descreve esta pervinca como uma planta sempre verde, com a qual se fazia grinaldas.
O folclore tradicional português atribuia a esta planta propriedades mágicas apotropaicas, para combater o mau-olhado, espantar fantasmas e devolver o viço aos que "se desengam de amores". Neste sentido, José Leite Vasconcellos, na sua obra «Tradições populares de Portugal», registou o costume de «Contra as feiticeiras é bom trazer uma pedra de ara, com aipo, arruda, loureiro, oliveira e herva de inveja, tudo numa saquinha», próprio da Idade Média em Portugal.
No mesmo sentido, Zófimo Consiglieri Pedroso, na sua obra  «Contribuições para uma Mitologia Popular Portuguesa», corrobora esta prática das portuguesas medievais levarem consigo um saquinho contendo ervas e objectos com propriedades apotropaicas, com alusão a um processo da Inquisição de Évora, em que uma condenada trazia consigo um saco de pano negro, contendo ervas mágicas, das quais a erva-da-inveja. Na mesma toada, Gil Vicente, na sua farsa, «O auto das fadas», também faz figurar uma personagem, «a Feiticeira», munida de um "alguidarinho e saquinho de hervas", que se serve da "herva de enveja" para fins mágicos.
É possível que o nome «erva-da-inveja», se deva exactamente a esta tradição popular, que associava esta planta a práticas mágicas contra o mau-olhado.